# James McMillin
James »Jim« Burge McMillin, ameriški veslač, * 8. marec 1914, † 22. avgust 2005.
McMillin je za ZDA nastopil na Poletnih olimpijskih igrah 1936 v Berlinu, kjer je v osmercu osvojil zlato medaljo.